# Droga wojewódzka 709
Die Droga wojewódzka 709 (DW 709) ist eine Droga wojewódzka (Woiwodschaftsstraße) in der polnischen Woiwodschaft Masowien, die den Bahnhof Piaseczno mit der Droga wojewódzka 722 verbindet. Die Strecke liegt im Powiat Piaseczyński.

## Streckenverlauf
Woiwodschaft Masowien, Powiat Piaseczyński
-  Piaseczno (DK 79, DW 721, DW 722)